# Кастроліберо
Кастроліберо (італ. Castrolibero, сиц. Castrulìberu) — муніципалітет в Італії, у регіоні Калабрія,  провінція Козенца.
Кастроліберо розташоване на відстані близько 430 км на південний схід від Рима, 60 км на північний захід від Катандзаро, 5 км на північний захід від Козенци.
Населення — 10 028 осіб (2014).
Щорічний фестиваль відбувається 24 жовтня. Покровитель — San Raffaele.

## Демографія
Населення за роками:

Станом на 1 січня 2023 року в муніципалітеті офіційно проживали 182 іноземці з 31 країни, серед них 52 громадяни країн Євросоюзу та 29 громадян України.

## Сусідні муніципалітети
- Черизано
- Козенца
- Марано-Маркезато
- Марано-Принчипато
- Мендічино
- Ренде